# Alcaloides de la coca

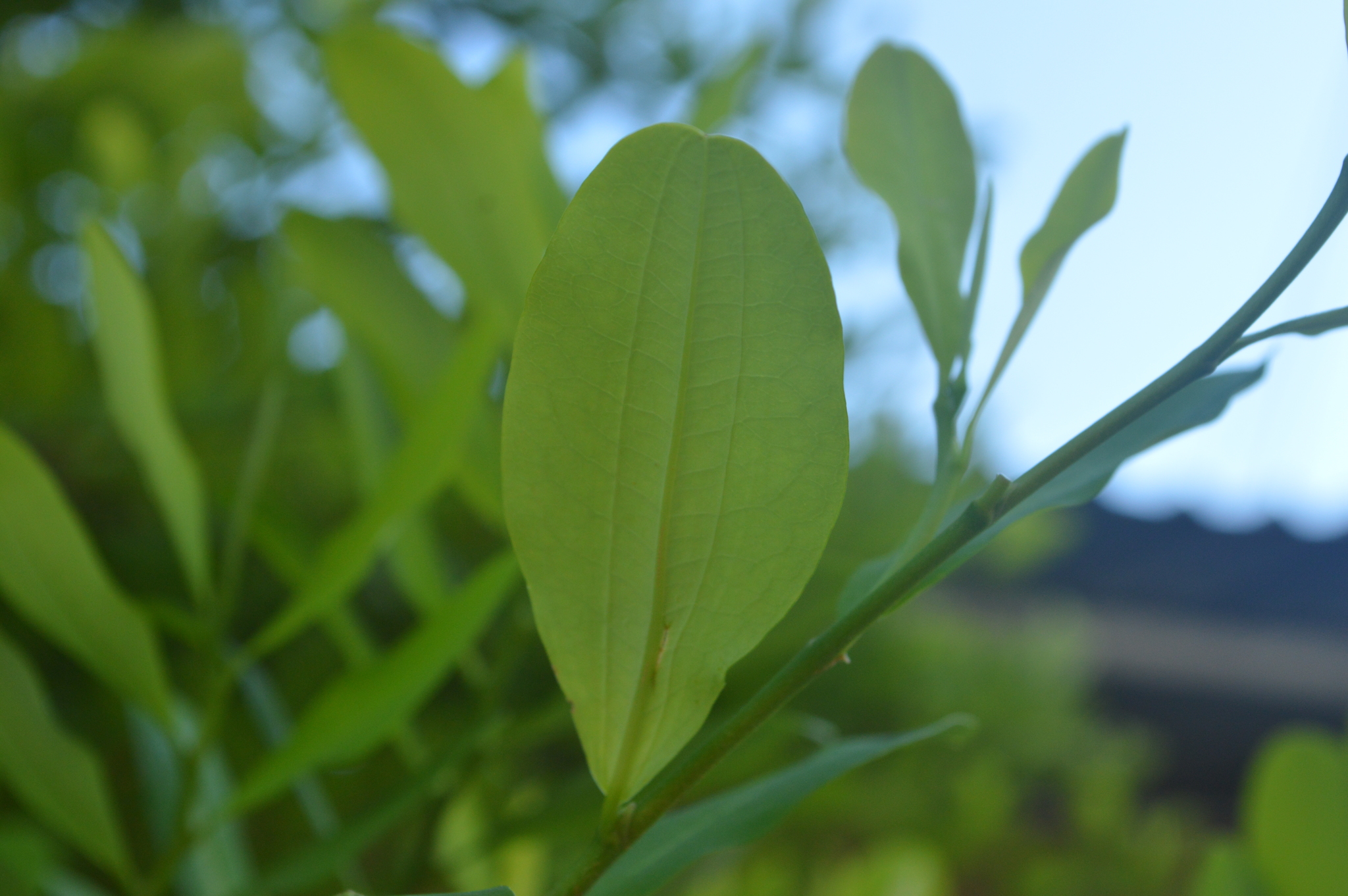
Hoja de coca (Erythroxylum coca) en Meta (Colombia).

Los alcaloides de la coca son los alcaloides hallados en las hojas de la coca de las especies Erythroxylum coca y E. novogranatense y sus cuatro variedades. Los alcaloides son principalmente de dos tipos: derivados de la pirrolidina y derivados del tropano.

## Especies cultivadas
Existen más de 250 especies del género Erythroxylum, de las cuales 4 son cultivadas y contienen alcaloides tipo tropano y pirrolidina:
- Coca Huánuco o coca boliviana: Erythroxylum coca var. coca Lam., 1786,[1] originaria de Bolivia y Perú, además de ser cultivada en Colombia para procesar cocaína.
- Coca amazónica: Erythroxylum coca var. ipadu Plowman, 1979, originaria de zonas cercanas al río Amazonas.
- Coca colombiana: Erythroxylum novogranatense var. novogranatense (Morris) Hieron., 1895,[2] originaria de Colombia y Ecuador.
- Coca Trujillo: Erythroxylum novogranatense var. truxillense (Rusby) Plowman, 1979, originaria de la vertiente oriental de la cordillera de los Andes en Perú.

## Alcaloides
- Cocaína (metil benzoil ecgonina), tipo tropano. Debido a que la cocaína presente en la hoja entera no se absorbe tan fácilmente como en los aislados de cocaína (particularmente, la sal hidrosoluble de clorhidrato de cocaína), las concentraciones máximas de cocaína en la sangre cuando se consumen las hojas enteras (por ejemplo en mate de coca o a través del chacchado) son aproximadamente 50 veces más bajas que cuando se consumen los aislados de cocaína.[3]
- Higrina, tipo pirrolidina[4]
- Cuscohigrina, tipo pirrolidina.[4] La cuscohigrina se utiliza como el marcador principal para detectar si una persona ha chacchado hojas de coca. La cuscohigrina no es un alcaloide presente en el clorhidrato de cocaína ni en la pasta de cocaína.[5][nota 1]
- Cinamilcocaína (cinamato metilecgonina), tipo tropano, con sus isómeros trans cinamilcocaína y cis cinamilcocaína.[7]
- Tropacocaína (benzoilpseudotropina), tipo tropano.[8][9] En los cultivos de coca en la isla de Java en Indonesia, el porcentaje de este alcaloide fue mayor que en las plantas de coca sudamericanas.[10][nota 2]
- Tropinona, tipo tropano.[9][12]
- Hydroxytropacocaina, tipo tropano. Se encuentra en la especie Erythroxylum novogranatense y sus dos variedades (var. novogranatense y var. truxillense).[13]

Un artículo de 1981 consideró a tres de los alcaloides mencionados arriba como alcaloides endógenos: cocaína, trans cinamilcocaína y cis cinamilcocaína. A partir de la metabolización de la cocaína en el cuerpo humano se producen otros tres alcaloides: ecgonina, ecgonina metil ester y benzoilecgonina.

### Alcaloides secundarios
Algunos alcaloides de la coca son precursores de las alcaloides anteriores o producto de la degradación química o metabólica de los mismos:
- Ecgonina, metabolito tipo tropano.[16]
- Ecgonina metil ester, metabolito tipo tropano. La ecgonina metil ester se utiliza como el marcador principal para detectar en pruebas de orina si una persona ha usado clorhidrato de cocaína, pasta de cocaína o crack.[17][18] Incluso puede ser detectada en la orina de las personas que han chacchado hojas de coca.[19]
- Benzoilecgonina, metabolito tipo tropano. La ecgonina metil ester se utiliza como el marcador secundario para detectar en pruebas de orina.[20]
- Isoméros de truxilina: α-truxilina, β-truxilina, γ-truxilina, ...[21][22] Existen un total de quince truxiinas, que pueden dividirse en dos grupos estructuralmente isoméricos: cinco truxilatos mutuamente diastereoméricos y diez truxinatos mutuamente diastereoméricos.[23]

### Otros metabolitos secundarios
Se ha identificado la presencia de otros metabolitos secundarios en las hojas de las cuatro variedades cultivadas de coca:
- En Erythroxylum coca var. ipadu: eriodictiol, kaempferol, quercetina, rutina y taxifolina[24][25]
- En Erythroxylum novogranatense var. truxillense: fisetina (flavonol)[26]
- En Erythroxylum coca var. coca: salicilato de metilo, n,n-dimetilbencilamina, ácido palmítico, ácido esteárico hexahydrofarnesil cetona y n-metilpirrol (aceites esenciales),[27][28] polifenoles, ácido oxálico, ácido fítico[29]